# Francusko-talijanski sporazum
Francusko-talijanske sporazume (često nazivane sporazum Mussolini-Laval ) potpisali su u Rimu i francuski ministar vanjskih poslova Pierre Laval i talijanski premijer Benito Mussolini 7. siječnja 1935.

## Povijest
Nakon pobjede u Prvom svjetskom ratu, dogovoreno je da Italija neće dobiti teritorije od poraženog njemačkog kolonijalnog carstva. Ti su teritoriji trebali biti podijeljeni između Francuske, Japana i Britanskog Carstva, ali Italija bi bila nagrađena nekim graničnim područjima iz britanskih i francuskih kolonijalnih posjeda. To su Talijani smatrali vrlo malom kompenzacijom za svoje žrtve u krvavom ratu, što je bio jedan od razloga uspona na vlast u Italiji Mussolinijeva fašizma.
Britanci su 1924. ustupili Oltre Giubu (danas Jubaland ) iz Kenije Talijanskoj Somaliji, ali su Francuzi odgodili svoj doprinos nekoliko godina do 1935., pod Lavalovim vodstvom, i dali su samo mali dio teritorija u istočnoj Africi i pustinjsko područje u Francuskoj Sahari.
Laval je naslijedio Louisa Barthoua na mjestu ministra vanjskih poslova nakon što je Barthou nastradao u atentatu na jugoslavenskog kralja Aleksandra I. Karađorđevića u Marseilleu 9. listopada 1934. Laval je posudio ideju svog prethodnika o sustavu kolektivne sigurnosti za obuzdavanje Hitlerove prijetnje u Europi. Dana 4. siječnja 1935. Laval je otišao u Rim, glavni grad Italije, kako bi se sastao s Mussolinijem. Bio je to početak diplomatske ofenzive s namjerom obuzdavanja nacističke Njemačke mrežom saveza.
Predložio je sporazum Mussoliniju da definira sporne dijelove francuskog Somalilanda (danas Džibuti) kao dio Eritreje, redefinira službeni status Talijana u francuskom Tunisu i da Italiji uglavnom odriješene ruke da okupira Etiopiju tijekom Abesinske krize.
Italija je također trebala dobiti pojas Aouzou, koji je trebao biti premješten iz Čada pod francuskom vlašću u Libiju pod talijanskom vlašću (to bi pitanje imalo neke implikacije u Drugom svjetskom ratu iu kasnijem Toyotinom ratu između Libije i Čada).
U zamjenu za te ustupke Francuska se nadala talijanskoj potpori protiv njemačke agresije, što se nije dogodilo.
Sporazumi su potvrđeni zakonom francuskog parlamenta 26. ožujka 1935. Francuski i talijanski parlament ratificirali su sporazum iz 1935. Budući da instrumenti ratifikacije nisu razmijenjeni, ICJ je sporazum označio kao "neratificiran".
Ugovor je imao sljedeće glavne odredbe:
- Mali teritorij u Francuskoj Somalilandu južno od eritrejske Rahayte trebao je biti dan talijanskoj Eritreji.
- Selo Aozou i okolni pojas Aozou u Francuskoj Africi Čad trebali su biti dati talijanskoj Libiji.
- Francuska je vlada dala Italiji odriješene ruke da okupira Etiopiju.